# Eucalyptus bicostata
Eucalyptus bicostata är en myrtenväxtart som beskrevs av Maiden, Blakely och Simmonds. Eucalyptus bicostata ingår i släktet Eucalyptus och familjen myrtenväxter. Inga underarter finns listade i Catalogue of Life.